# 真理共識論
真理共识论（德语：Konsenstheorie der Wahrheit），又称共识论（Konsensustheorie）或商谈理论（Diskurstheorie）。作为一种认知论，它认为，某一断言的真实性取决于这一断言能否仅通过讨论而得到一个普遍且无疑的共识。

## 思想背景
真理共识论的提出是对实证主义的一种回应。实证主义者认为，当代自然科学是所有知识的标准。自然科学以观察和逻辑为基础，因此只有两种类型的语句是可以称得上是“真实的”（wahr）：即经验性语句和分析性语句。前者用于描述事实，如“歌德于1832年逝世”或“吸烟会增加罹患肺癌的风险”；后者就其定义而言即为真，如“白马是白色的”或“所有单身汉都未婚”。另外，对实证主义者而言，基于经验的逻辑推论也是可以接受的。除此以外，在实证主义的观点看来，所有其他语句都无法证实（nicht wahrheitsfähig）。价值判断和道德规范被看做是情感的表达。
这就向那些以价值判断或规范语句为研究对象的学科提出了认识论上的挑战。真理共识论意图在不混淆描述性和评价性语句之区别的前提下，克服这种出于“科学主义”的真理局限性。（参见自然主义谬误）

## 新理论
为构建这一新理论，如哈贝马斯、阿佩尔和洛伦茨等学者从“真实”的概念出发，发问道：当我们用“真实”这个词的时候到底意味着什么？我们在说某一理论或语句是“真实的”时候我们是在做什么？他们试图在对论辩性真理之内涵的反思中，寻找到“真实”这一概念的新理论。
对此，他们尖锐地回应道：如果我们说某一句子是“真实”的，我们不只是在确证（bekräftigen）这一句子，不只是说，这一句子所说的是事实，而是对这一句子提出了一项跨主体、跨时间的有效性要求（intersubjektiver und intertemporaler Geltungsanspruch）。即：断言某一句子是真实的，就是对这一断言提出了一项持久且普适的有效性要求（ein Anspruch auf dauerhafte allgemeine Geltung）。

## 可共识性，而非共识
可共识性（Konsensfähigkeit）作为某一断言的真实性标准，并不意味着，这一断言的真实性取决于其是否事实上（无异议地）取得了共识。我们不可能对某一断言的真实性进行投票表决；理论上来说，有可能只有一个人是对的而其他人都是错的。然而，在很多情况下，为了论证某一断言的真实性和普适性，人们可以要求得到一些可行的、可理解的和可接受的论据。

## 结论
真理共识论与其他真理论相比，有以下一些特征：
1、在共识论看来，某一断言的真实性不仅取决于逻辑的和经验的陈述。对所有断言来说，真实性即提出有效性要求。
2、真理共识论并不取代其他真理论，而是历史性地建立于它们之上，真理共识论以其他真理论为前提。对共识论的进一步思考会形成这样的疑问：面对各种不同的断言，我们该如何取得论辩上的共识呢？对此，我们应参考真理符合论（Koreespondenztheorie）和真理相关论（Kohärenztheorie）。实验科学的方法论已经给予我们许多关于这个世界的各种特征之断言。共识论针对的是跨主体间观察和感受如何一致的问题。
3、真理共识论同样无法取代传统的伦理学理论。当涉及到规范性断言（如道德判断和道德规范）的论证时，无论怎么努力，对那些无法忽略的论证规则或理想交谈条件之类问题的反思，都无助于答案的最终取得。

## 相关文献
- Karl-Otto Apel: Transformation der Philosophie. 2 Bde., Suhrkamp, Frankfurt am Main 1973:
Bd. 1: Sprachanalytik, Semiotik, Hermeneutik. ISBN 3-518-07764-3.
Bd. 2: Das Apriori der Kommunikationsgemeinschaft. ISBN 3-518-07765-1.
- Karl-Otto Apel: Diskurs und Verantwortung. Das Problem des Übergangs zur postkonventionellen Moral. 1. Aufl., Suhrkamp, Frankfurt am Main 1988, ISBN 3-518-57924-X.
- Jürgen Habermas: Wahrheitstheorien. In: Helmut Fahrenbach (Hrsg.): Wirklichkeit und Reflexion. Walter Schulz zum 60. Geburtstag. Neske, Pfullingen 1973, ISBN 3-7885-0037-9, S. 211–265, auch abgedruckt in: Jürgen Habermas: Vorstudien und Ergänzungen zur Theorie des kommunikativen Handelns. Suhrkamp, Frankfurt 1984, S.127-183.
- Jürgen Habermas: Moralbewußtsein und kommunikatives Handeln. Suhrkamp, Frankfurt am Main 1983, ISBN 3-518-28022-8.